# 布拉坦火山
布拉坦火山是一座位於印度尼西亞巴里島的火山，其銘又為卡圖爾（Catur）或查杜爾（Tjatur），其破火山口內共有3個火口湖，整個火山群面積達11（6.8英里）×6（3.7英里）。火山群內最大的火山錐為巴都考山（Gunung Batukaru）。

## 照片集

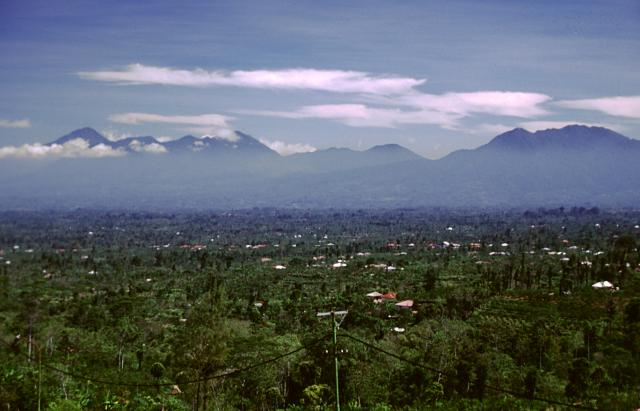
布拉坦火山
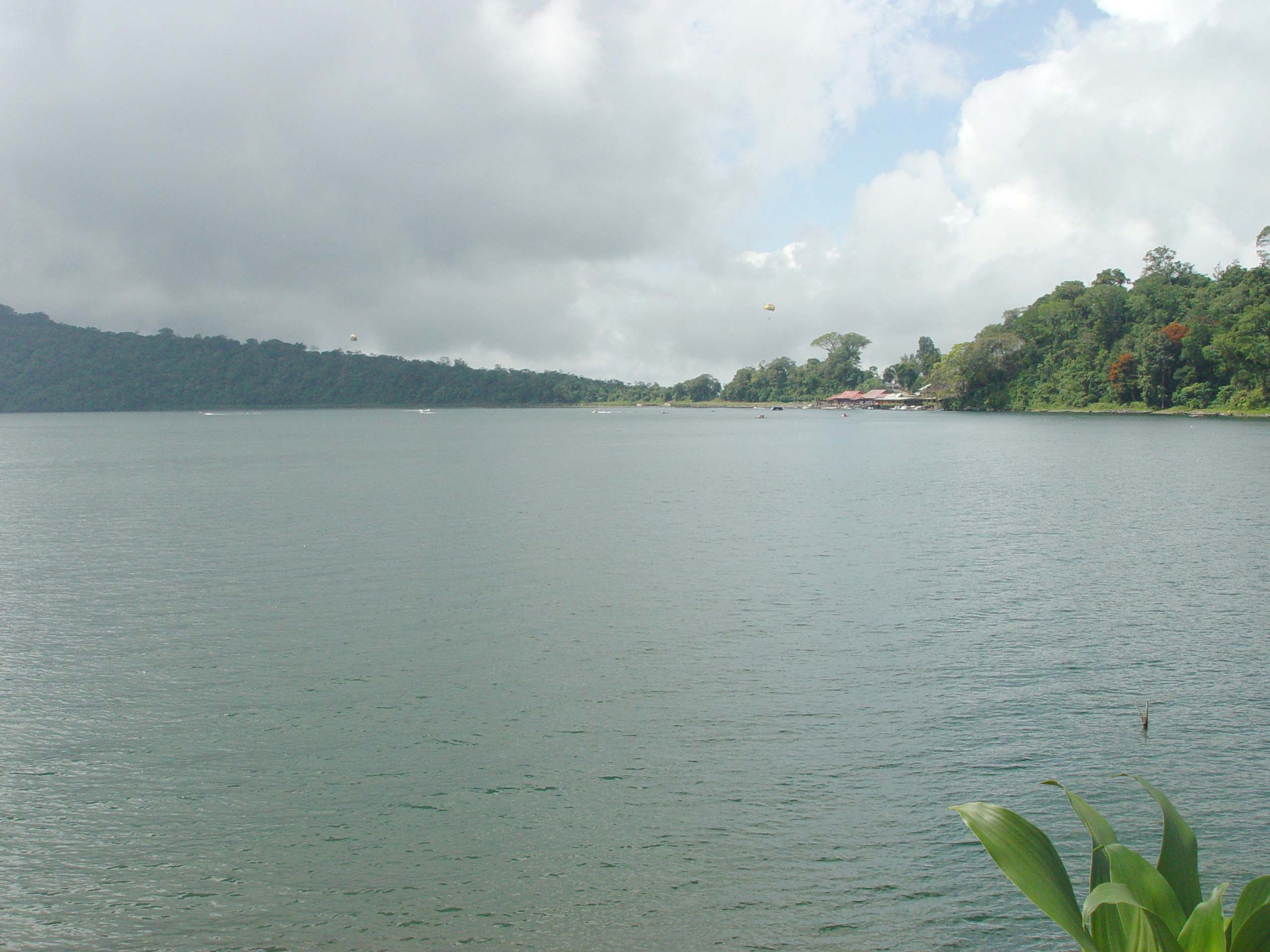
從西岸俯瞰東岸
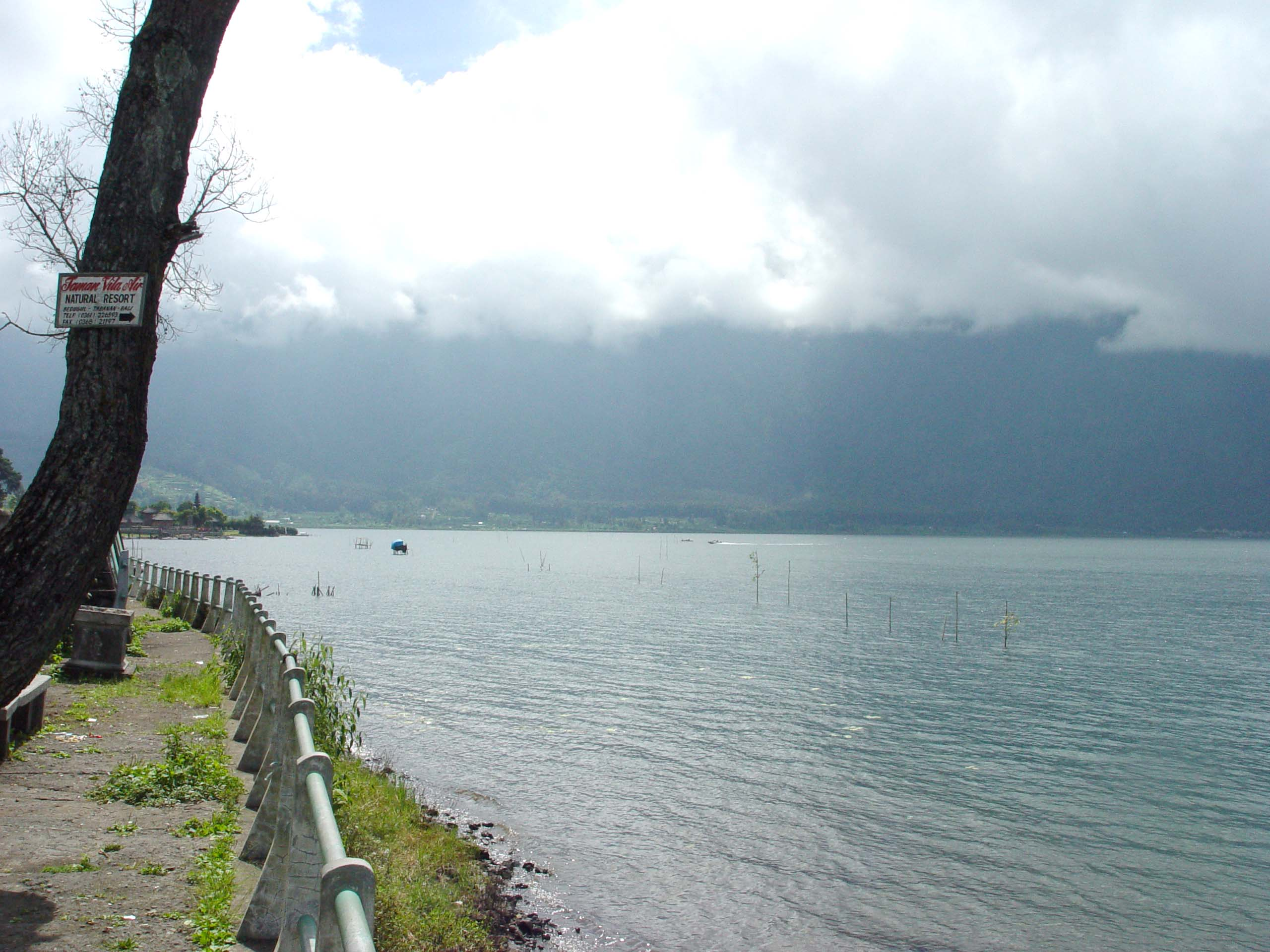
布拉坦湖西岸
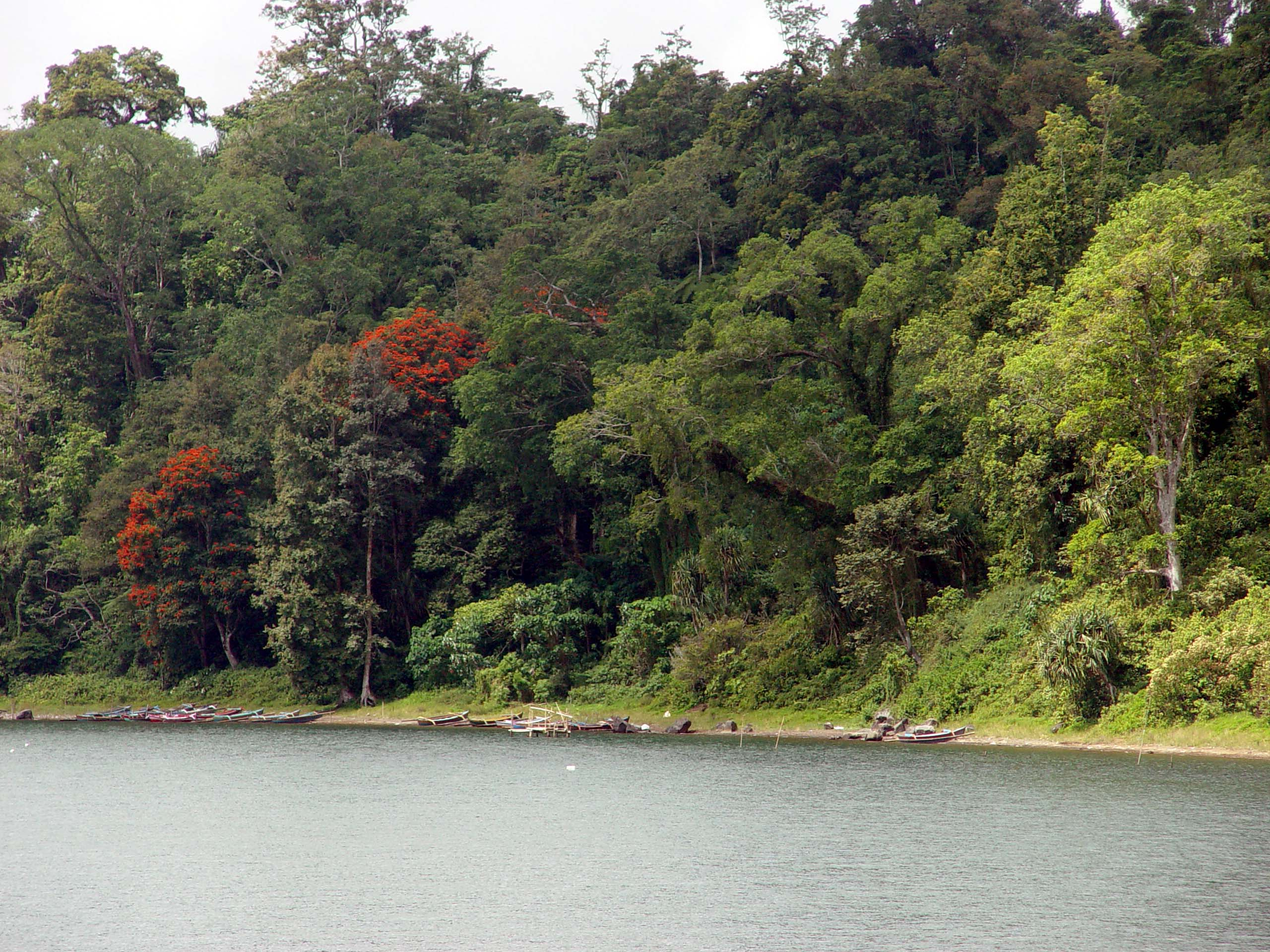
布拉坦湖南岸

## 外部連結
维基导游上有關百度庫的旅行指南